# Margo Geer
Margo Geer (17 maart 1992) is een Amerikaanse zwemster.

## Carrière
Bij haar internationale debuut, op de wereldkampioenschappen zwemmen 2015 in Kazan, veroverde Geer samen met Missy Franklin, Lia Neal en Simone Manuel de bronzen medaille op de 4x100 meter vrije slag. Op de 4x100 meter wisselslag zwom ze samen met Kathleen Baker, Micah Lawrence en Kendyl Stewart in de series, in de finale eindigde Stewart samen met Missy Franklin, Jessica Hardy en Simone Manuel op de vierde plaats. Samen met Ryan Murphy, Kevin Cordes en Katie McLaughlin sleepte ze de zilveren medaille in de wacht op de gemengde 4x100 meter wisselslag. Op de gemengde 4x100 meter vrije slag zwom ze samen met Conor Dwyer, Ryan Lochte en Abbey Weitzeil in de series, in de finale legde Lochte samen met Nathan Adrian, Simone Manuel en Missy Franklin beslag op de wereldtitel. Voor haar aandeel in de series ontving Geer de gouden medaille.

## Internationale toernooien
| Jaar | Olympische Spelen | WK langebaan | WK kortebaan  | PanPacs                                                      | Pan-Ams |
| ---- | ----------------- | --- | ------------- | ------------------------------------------------------------ | --- |
| 2015 |                   | 4x100m vrije slag · 4e 4x100m wisselslag · Geer zwom enkel de series · 4x100m vrije slag gemengd · Geer zwom enkel de series · 4x100m wisselslag gemengd |               |                                                              | geen deelname |
| 2016 | geen deelname     | | geen deelname |                                                              | |
| 2017 |                   | geen deelname |               |                                                              | |
| 2018 |                   | | geen deelname | 11e 50m vrije slag · 11e 100m vrije slag · 4x100m vrije slag | |
| 2019 |                   | 4x100m vrije slag · Geer zwom enkel de series |               |                                                              | 50m vrije slag · 100m vrije slag · 4x100m vrije slag · 4x100m wisselslag · 4x100m vrije slag gemengd · DSQ 4x100m wisselslag gemengd |

## Persoonlijke records
Bijgewerkt tot en met 7 augustus 2020
Kortebaan
| Afstand         | Tijd  | Datum           | Plaats     |
| --------------- | ----- | --------------- | ---------- |
| 50m vrije slag  | 24,22 | 20 oktober 2019 | Lewisville |
| 100m vrije slag | 52,67 | 27 oktober 2019 | Boedapest  |

Langebaan
| Afstand         | Tijd  | Datum        | Plaats       |
| --------------- | ----- | ------------ | ------------ |
| 50m vrije slag  | 24,72 | 18 mei 2018  | Indianapolis |
| 100m vrije slag | 53,44 | 25 juli 2018 | Irvine       |